# Gens Acerronia
La gens Acerronia era una gens plebea romana vissuta durante la tarda Repubblica e nel primo impero. Il membro più illustre della gens fu Gneo Acerronio Proculo, console nel 37. Probabilmente la gens Acerronia proveniva dalla Lucania, dove abitava Gneo Acerronio Proculo prima di diventare console. 

## Itria nominausati dalla gens
È noto solo un praenomen utilizzato dalla gens, Gnaeus. Tuttavia, gli Acerronii usarono anche il nomen di Proculus, che poi diventò il cognomen. Probabilmente era anche usato il prenomen femminile di Paulla, che diventò un cognomen personale nel I secolo d.C.
Sono associati agli Acerronii due cognomina: Proculus, che era un cognomen comune in epoca imperiale, e Polla (la forma femminile di Paullus), che era probabilmente un nomen personale che diventò un praenomen.

## Membri illustri della gens
- Gneo Acerronio (Gnaeus Acerronius): menzionato da Cicerone nella sua orazione Pro Tullio;
- Gneo Acerronio Proculo (Gnaeus Acerronius Proculus): vissuto nel I secolo d.C., fu console nel 37;
- Acerronia Polla (Acerronia Polla):  vissuta nel I secolo d.C. e morta nel 59, era probabilmente la figlia del console Gneo Acerronio Proculo, un amico di Agrippina. Fu assassinata durante la tentata congiura contro la stessa Agrippina architettata dal figlio, l'imperatore Nerone.